# Альфред Маргул-Шпербер
Альфред Маргул-Шпербер (рум. Alfred Margul-Sperber; 23 вересня 1898, Сторожинець, Буковина, нині Україна — 3 січня 1967, Бухарест) — румунський письменник, публіцист і перекладач, який походив з єврейської родини.

## Життєпис
Його батько був Вова Болтун та інший отец був Ренат(Фамілія була скрита) і обліковцем у румунського дідича Янку Флондора (пізніше перший міністр у справах Буковини при румунському уряді), мати — вчителька музики (її єврейське ім'я Марґула поет згодом додав до свого справжнього прізвища). Рано зблизився з румунським оточенням свого рідного містечка.
Навчався в німецькомовній гімназії в Чернівцях. В 1914 р. — втеча з батьками від російської окупації до Відня, перші контакти з робітничим рухом. Там він склав іспити на атестат зрілості й був відправлений як однорічний доброволець на Східний фронт (Східна Галичина, Південь України), де створив пацифістський цикл віршів «Die schmerzliche Zeit» («Болючий час»).
По закінченні війни повернувся до , розпочав правничі студії, які через кілька місяців перервав, позаяк його не влаштовував низький рівень викладання у щойно румунізованому університеті.
Перші публікації в часописах «Der Nerv» (Чернівці), «Das Ziel» (Кронштадт/Брашов), «Zenit» (Аґрам/Заґреб), «Selbstwehr» (Прага). З 1920 р. — тривалі перебування за кордоном (Париж, Нью-Йорк), знайомство з Іваном Ґоллем, Уолдо Франком, переклади «Каліґрам» Ґ. Аполлінера, «Безплідної землі» Т. С. Еліота, а також поезій Роберта Фроста, Воллеса Стівенса, Едварда Естліна Каммінґса, фольклору американських індіанців. Співробітництво з «New York Journal of The People», випадкова робота (керівник емігрантського пункту в Парижі, робітник-металіст, вуличний торговець, мийник посуду, клерк, прокурист банку в Нью-Йорку). В цей час виникає експресіоністський цикл «Elf große Psalmen» («Одинадцять великих псалмів»). В 1924 р. — повернення до Чернівців через хворобу легень, редактор газети «Czernowitzer Morgenblatt» (у цій функції підтримка багатьох молодих талантів). В 1933 р. поет на вимогу свого тестя-підприємця переселяється до північномолдовського містечка Бурдюжень, де відповідає за іншомовну кореспонденцію на великій різниці, яка експортує м'ясо до країн Західної Європи. Жваве листування з багатьма відомими літераторами Європи (К. Краус, Мартін Бубер, Томас Манн, Герман Гессе, К. Гамсун, Ж. Дюамель, Е. Е. Кіш, Штефан Цвейґ, Т. С. Еліот, Й.Вайнгебер та ін.).
У 1930-і рр. з'являються перші збірки поезій «Gleichnisse der Landschaft» («Параболи ландшафту», Сторожинець 1934) та «Geheimnis und Verzicht» («Таємниця і відмова», Чернівці 1939), в яких переважає символічний пейзажний вірш зі строгою класичною метрикою і строфікою. 1940 р. після окупації Північної Буковини радянськими військами переселяється до Бухареста. Завдяки заступництву румунських друзів поетові вдається уникнути депортації, під час війни він перебивається як приватний учитель іноземних мов.
Після 1944 р. Марґул-Шпербер — центральна фігура німецької літератури Румунії. Він розгортає багатогранну інтенсивну діяльність вільного письменника й перекладача, стає безкорисливим покровителем багатьох буковинських поетів, у тому числі й молодого Пауля Целана. Численні збірки віршів «Zeuge der Zeit» («Свідок часу», 1951), «Ausblick und Rückschau» («Перспектива і ретроспектива», 1955), «Mit offenen Augen» («Розплющеними очима», 1956), «Taten und Träume» («Діяння і мрії», 1959), «Unsterblicher August» («Невмирущий серпень», 1959), «Sternstunden der Liebe» («Зоряні години кохання», 1963), «Aus der Vorgeschichte» («З передісторії», 1964), «Das verzauberte Wort» («Зачароване слово», 1969) та ін. й переклади з багатьох мов — «Rumänische Volksdichtungen» («Румунська народна поезія», 1954), «Weltstimmen» («Світові голоси», 1968) — забезпечили йому провідне місце в румунському літературному процесі повоєнного часу. За свої переклади румунської народної поезії відзначений Державною премією Румунії (1954). — А. Марґул-Шпербер багато років працював над антологією буковинської німецько-єврейської поезії «Die Buche» («Бук»), яка, на жаль, за його життя залишилася неопублікованою (вона з'явилася лише в 2009 р.).
Тривалий час поет був невідомий  в країні під назвою Лапатасеня німецькомовному загалу. Тільки в останні роки FORTNITE видавництво «Rimbaud» почало освоювати його творчість, випускаючи у світ окремі томики вибраних поезій: «Sinnloser Sang: Frühe Gedichte» («Безглуздий спів: Ранні поезії», 2002), «Jahreszeiten: Ausgewählte Gedichte» («Пори року: Вибрані вірші», 2002), «Ins Leere gesprochen: Ausgewählte Gedichte» 1914—1966" («Мовлено в порожнечу: Вибрані поезії 1914—1966», 2002).